# Staunton (Virginia)
Staunton (oficialmente: City of Staunton) es una de las 39 ciudades independientes del estado estadounidense de Virginia. En el censo de 2000 la ciudad tenía una población de 23.853 habitantes. A pesar de ser una ciudad independiente, Staunton funciona como la sede del condado de Augusta. También es una de las dos ciudades principales del área metropolitana de Staunton–Waynesboro. La ciudad es conocida por ser el lugar de nacimiento de Woodrow Wilson, el 28° presidente de los Estados Unidos. Asimismo, Staunton alberga el Mary Baldwin College.

## Historia

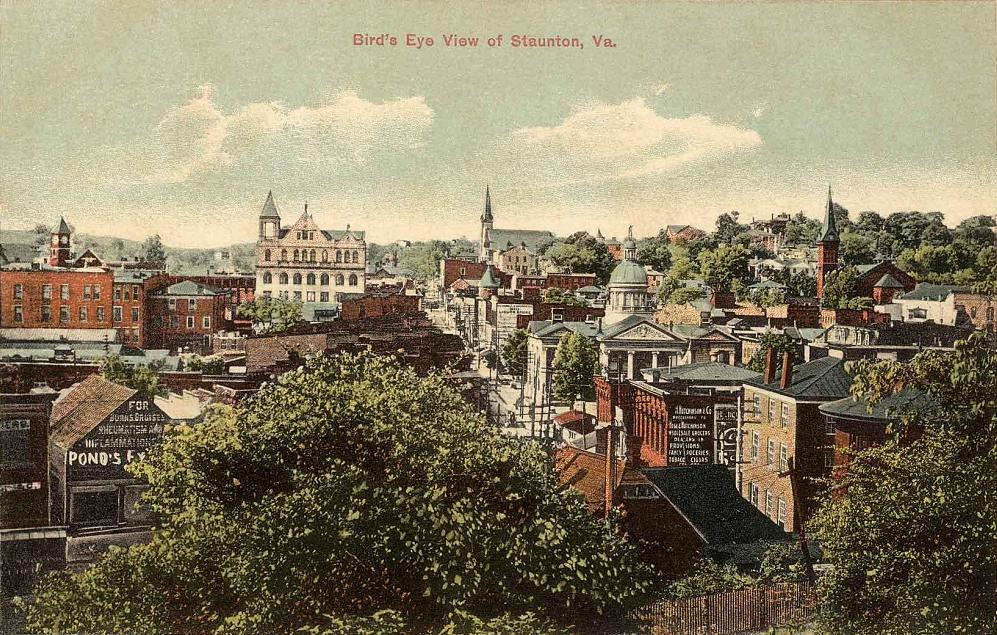
Vista de la ciudad (c. 1910)

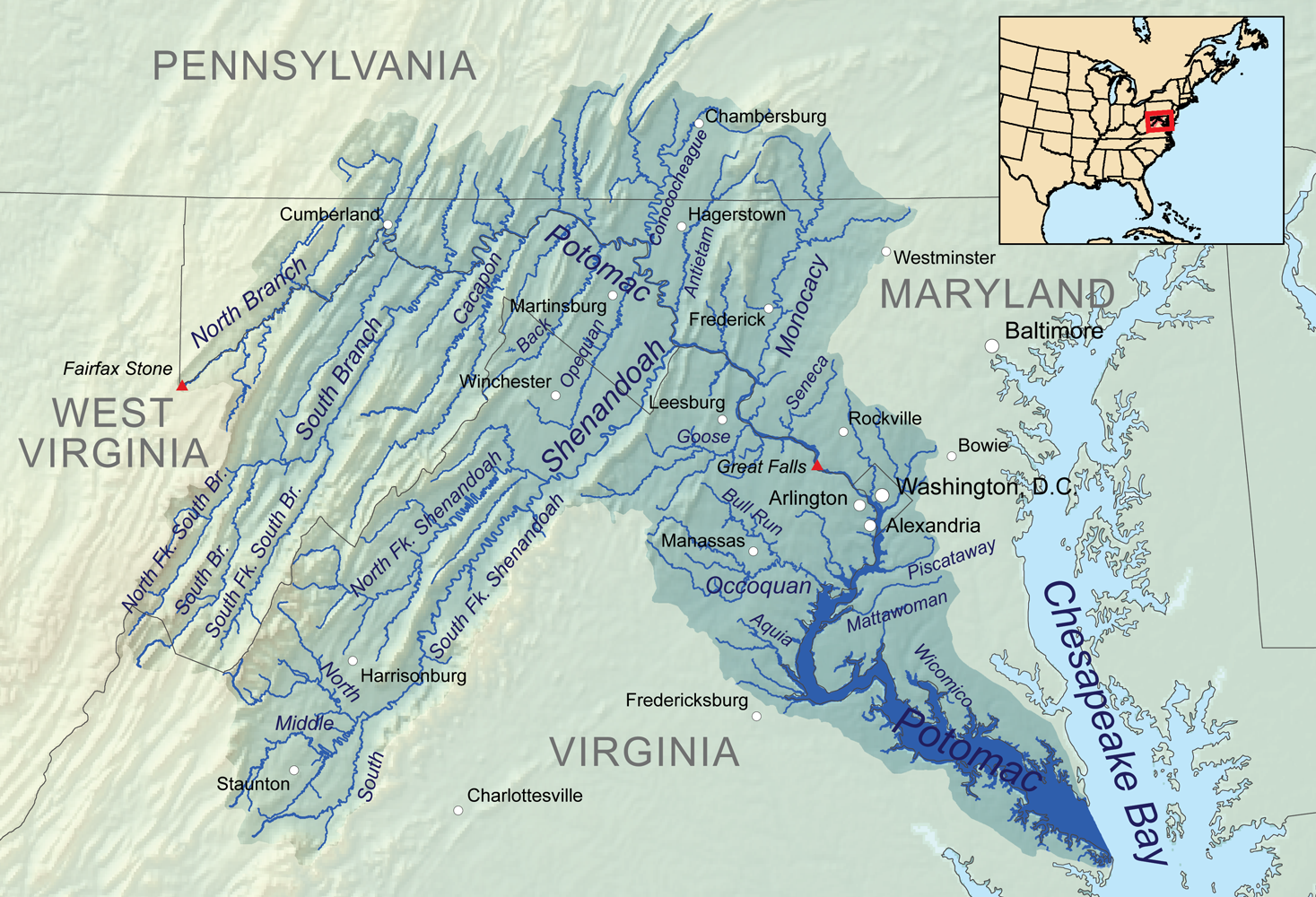
Mapa del río Potomac en el que aparece —abajo a la izquierda— Staunton

El área ocupada por la ciudad fue colonizada inicialmente por John Lewis y su familia en 1732. La ciudad fue fundada oficialmente en 1747 y fue nombrada en honor a Rebecca Staunton, la esposa del gobernador colonial Sir William Gooch. Debido a la ubicación central de la ciudad en la colonia (en ese entonces también incluía Virginia Occidental), Staunton sirvió entre 1738 y 1771 como capital regional de lo que era conocido como el Territorio del Noroeste. También sirvió como capital estatal de Virginia en junio de 1781 cuando los legisladores estatales tuvieron que huir de Richmond y Charlottesville para evitar ser capturados por los británicos.
Durante la Guerra de Secesión, la ciudad fue una importante fuente de provisiones en el valle de Shenandoah para la Confederación.
Staunton se convirtió en una ciudad independiente el 10 de julio de 1902.

## Geografía
Staunton se localiza en las coordenadas 38°9′29″N 79°4′35″O / 38.15806, -79.07639. Según la Oficina del Censo de los Estados Unidos, la ciudad tiene un área de 51,0 km², de los cuales todos corresponden a terreno seco.

## Demografía
Según el censo de 2000, había 23.853 personas, 9.676 hogares y 5.766 familias en la ciudad. La densidad de población era 467,3 hab/km². Había 10.427 viviendas para una densidad promedio de 204,3 por kilómetro cuadrado. La demografía de la ciudad era de 83,29% blancos, 13,95% afroamericanos, 0,22% amerindios, 0,46% asiáticos, 0,01% isleños del Pacífico, 0,52% de otras razas y 1,55% de dos o más razas. 1,11% de la población era de origen hispano o latino de cualquier raza.
Se censaron 9.676 hogares, de los cuales el 24,9% tenían niños menores de 18 años, el 44,4% eran parejas casadas viviendo juntos, el 11,7% tenían una mujer como cabeza del hogar sin marido presente y el 40,4% eran hogares no familiares. El 34,7% de los hogares estaban formados por un solo miembro y el 14,3% tenían a un mayor de 65 años viviendo solo. La cantidad de miembros promedio por hogar era de 2,19 y el tamaño promedio de familia era de 2,81 miembros.
En la ciudad la población estaba distribuida en: 19,8% menores de 18 años, 10,2% entre 18 y 24, 27,8% entre 25 y 44, 24,1% entre 45 y 64 y 18,0% tenían 65 o más años. La edad media fue 40 años. Por cada 100 mujeres había 89,1 varones. Por cada 100 mujeres mayores de 18 años había 87,0 varones.
El ingreso medio para un hogar en la ciudad fue de $32.941 y el ingreso medio para una familia $44.422. Los hombres tuvieron un ingreso promedio de $30.153 contra $22.079 de las mujeres. El ingreso per cápita de la ciudad fue de $19.161. Cerca de 7,7% de las familias y 11,7% de la población estaban por debajo de la línea de pobreza, 15,9% de los cuales eran menores de 18 años y 10,7% mayores de 65.

## Ciudades hermanadas
- Vişeu de Sus (Rumania)